# 高屋站
高屋站（日语：／ Takaya eki */?）是位於山形縣最上郡戶澤村大字古口字高屋，東日本旅客鐵道（JR東日本）的陸羽西線車站。

## 歷史
- 1920年（大正9年）1月12日：開設高屋號誌站。
- 1950年（昭和25年）1月17日：開設旅客業務，設有乘車區間限制[1]。
- 1952年（昭和27年）2月15日：升級至車站，此站名為高屋站[2]。
- 1986年（昭和61年）11月1日：成為簡易委託車站。
- 1987年（昭和62年）4月1日：伴隨國鐵分割民營化，車站由東日本旅客鐵道（JR東日本）營運[3]。
- 2003年（平成15年）3月29日：成為整日無人車站。

## 車站構造
此站是地面車站。曾經此站設有2面2線的相對式月台，當時可以進行列車交會。現時只有1面1線的單式月台。此站曾經設有小型古老車站大樓，現已拆毀。現時設有簡易木造預製件製成的候車室。
此站是由新庄站管理的無人車站。在2003年前此站為簡易委託車站。

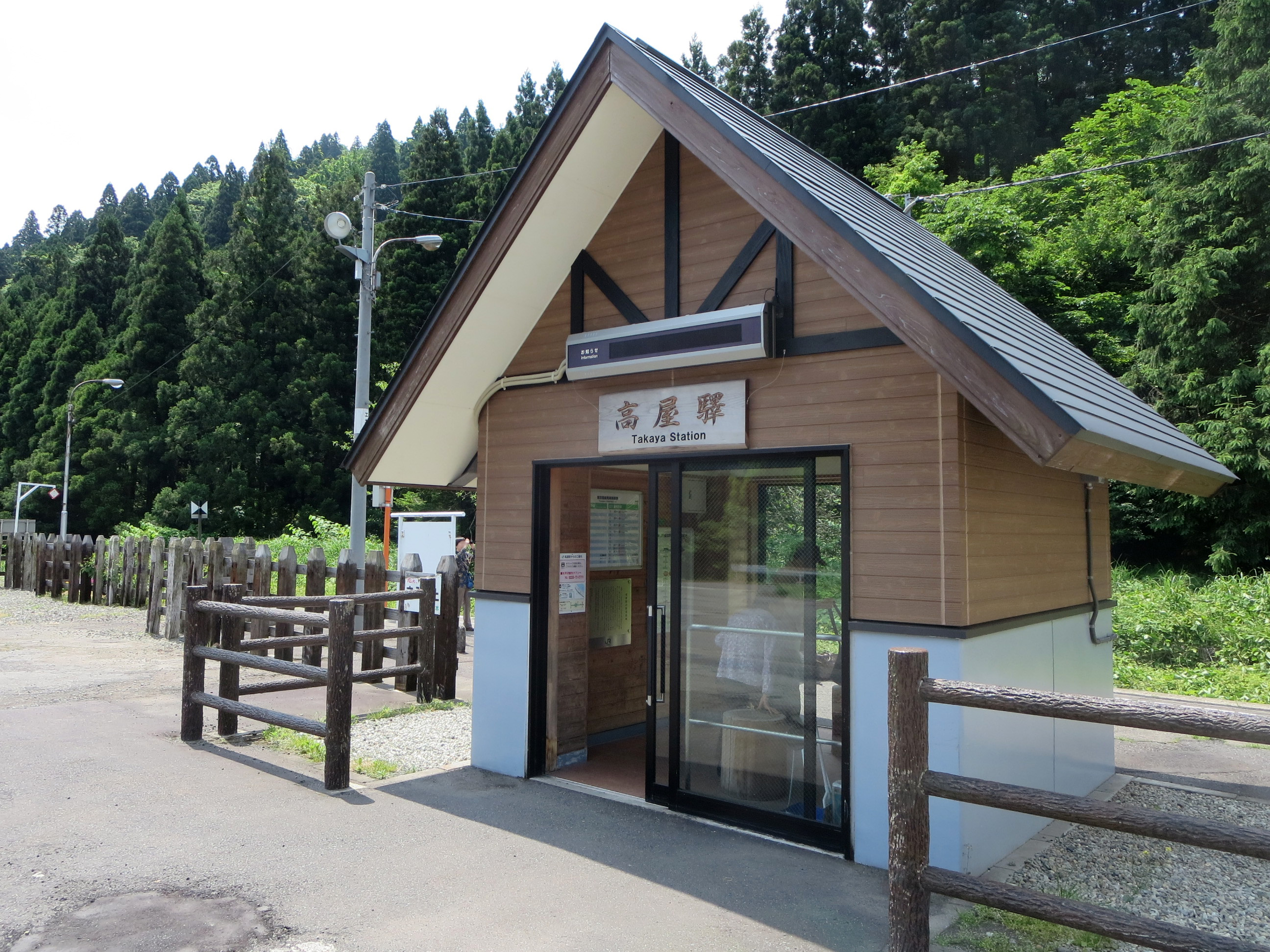
候車室
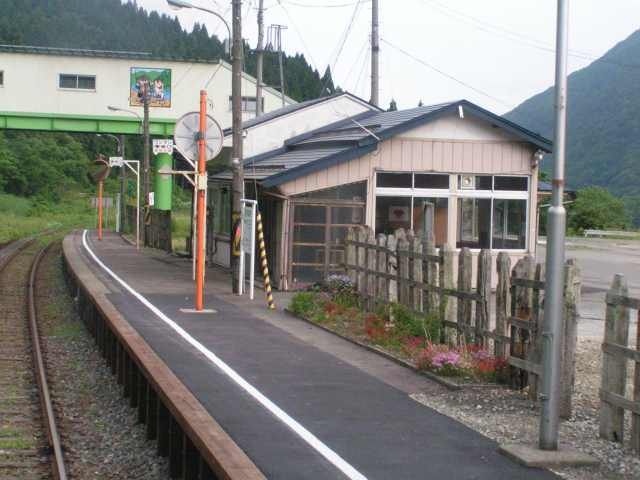
月台

## 使用狀況
在2004年度，1日平均乘車人次為3人。
| 乘車人次變化 | 乘車人次變化 |
| 年度         | 1日平均人次  |
| ------------ | ------------ |
| 2000         | 6            |
| 2001         | 8            |
| 2002         | 6            |
| 2003         | 3            |
| 2004         | 3            |

## 車站周邊
車站設有跨線橋，在越過跨線橋後可前往車站西南方的山地。車站東北方設有最上川。在河川的對岸對面岸設有仙人堂神社，該處以結緣而知名並可購買「結緣車票」，前往該處需要乘坐渡船。因此，此站會被稱為「結緣車站」。廚師奧田政行在該神社進行了結婚儀式。

## 相鄰車站
東日本旅客鐵道（JR東日本）
■陸羽西線
□快速「最上川」（只有下行）、■普通
古口－高屋－清川

## 注腳
1. ↑  読売新聞山形読売昭和25年1月15日
2. ↑  「日本国有鉄道公示第37号」『官報』1952年2月9日（國立國會圖書館數碼化資料）
3. ↑  『交通年鑑 昭和63年版』 交通協力會，1988年3月。
4. ↑  『山形県の鉄道輸送』平成26年度版 - 山形県 （页面存档备份，存于）（日語）

## 外部連結
- 車站資訊（高屋）：東日本旅客鐵道（日語）